# 宏匯i-Tower
宏匯i-Tower是宏匯集團已完工的商辦摩天大樓，位於臺灣新北市新莊區新莊副都心思源路與中央路之間，土地面積約13,112.92平方公尺，屬「新莊國際創新園區暨停車場興建營運移轉案」。樓高180.6公尺，地上樓層39樓，地下樓層3樓，總樓地板面積為130,988.04平方公尺。宏匯i-Tower由裙樓及塔樓組成，裙樓1至3樓為百貨商場宏匯思源廣場，餘為停車空間；塔樓則為辦公室，最高樓層為餐廳。已於2021年完工落成，新北市第六高摩天大樓（僅次於百揚大樓、新巨蛋、遠雄九五）。